# Grande Prêmio de Megasaray
O Grande Prêmio de Megasaray (oficialmente: Grand Prix Megasaray) é uma corrida de ciclismo turca que se celebra no mês de janeiro ao redor de Alanya na província de Antalya. A corrida organizou-se pela primeira vez no ano 2022 e faz parte do UCI Europe Tour baixo a categoria 1.2.

## Palmarés
| Ano  | Vencedor       | Segundo           | Terceiro            |
| ---- | -------------- | ----------------- | ------------------- |
| 2022 | Tord Gudmestad | Enrico Zanoncello | Nicolas Dalla Valle |

## Palmarés por países
| País    | Vitórias |
| ------- | -------- |
| Noruega | 1        |